# Corpus Inscriptionum Graecarum
Corpus Inscriptionum Graecarum (CIG) – epigraficzna seria wydawnicza, którą zaprojektował i w znacznej mierze zrealizował niemiecki uczony i antykwariusz August Böckh (1785-1867). Jego dziełem są tomy I i II (1828, 1843). Edytorami następnych byli J. Franz (t. III — 1853) oraz Ernst Curtius i A. Kirchhoff (t. IV — 1859, obejmujący inskrypcje greckie „okresu chrześcijańskiego", do upadku Konstantynopola 1453). W 1877 roku ukazał się tom V, zawierający indeksy (H. Róhl). W zbiorze tym wszystkie inskrypcje, poza najstarszymi, tworzącymi osobny dział, zgrupowane zostały wedle kryterium geograficznego: inskrypcje pochodzące z jednej krainy tworzyły osobne działy, w których dla poszczególnych miast rezerwowano osobne poddziały. W ramach każdego poddziału napisy zostały ułożone wedle kategorii.